# ZEMA
ZEMA ist die Abkürzung für Zentrale einfache Melderegisterauskunft. 
Die ZEMA ist ein Internet-Portal mit tagesaktuellen Melderegisterauskünften, die von vielen Einwohnermeldeämtern in Bayern und Nordrhein-Westfalen sowie weiteren, angeschlossenen Bundesländern zur Verfügung gestellt und von der AKDB (Anstalt für Kommunale Datenverarbeitung in Bayern) in Bayern in Kooperation mit d-NRW betrieben wird. Eine für die bayerischen Datenbestände bestehende Besonderheit liegt im Zusammenführen von persönlichen Daten über eine einzelne Person. Mit dieser können z. B. bei einem Umzug sogenannte Adressketten gebildet werden, d. h. Adress- oder Namensänderungen sind über entsprechende Anfragen ersichtlich. 
Für eine qualifizierte Suche genügt ein gewöhnlicher Webbrowser und folgende Suchkriterien: 
Name und Vorname sowie zwei Daten aus den Kriterien Geburtsdatum und/oder Straße, Hausnummer und/oder Geschlecht. Für die Erteilung der Auskunft wird eine erhöhte Verwaltungsgebühr verlangt.
Die Unterbrechung der Adresskette kann nur durch einen Widerspruch gegen die Weitergabe der Daten beim zuständigen Einwohnermeldeamt erfolgen. Der Widerspruch kann meist formlos beim Einwohnermeldeamt eingelegt werden. Eine Überprüfung, ob und wie schnell die Unterdrückung der Weitergabe von Daten stattgefunden hat, lässt sich allerdings kaum durchführen. Nicht alle Bundesländer bieten den Service einer solchen Datenbank (bisher Bayern, Nordrhein-Westfalen, Berlin, Hessen, Baden-Württemberg, Niedersachsen und Schleswig-Holstein).
Die Datenbank mit der Offenlegung und Verkettung persönlicher Daten ist nach Meinung vieler datenschutzrechtlich bedenklich. Dennoch gibt es gesetzliche Grundlagen für die Einführung und Benutzung von ZEMA.
- Bayern: Gesetz zur Stärkung der elektronischen Verwaltungstätigkeit vom 1. Februar 2003;
- Hessen: Neues Meldegesetz; seit 1. Februar 2006 in Kraft;
- allgemeine Melde- und Datenschutzrechtliche Grundlagen.